# Fairfield (Connecticut)
Fairfield è un comune di 61.512 abitanti degli Stati Uniti d'America, situato nella Contea di Fairfield nello Stato del Connecticut.
La città ospita inoltre la sede dell'azienda multinazionale e multiutility più grande del mondo: la General Electric.
Fu il luogo in cui si svolse la battaglia di Fairfield nel 1779.
Nel 1953 a Fairfield nasce il wiffleball.